# 格拉芬贝格 (巴登-符腾堡州)
格拉芬贝格是德国巴登-符腾堡州的一个市镇。总面积3.51平方公里，总人口2609人，其中男性1352人，女性1257人（2011年12月31日），人口密度743人/平方公里。